# Recordatorio

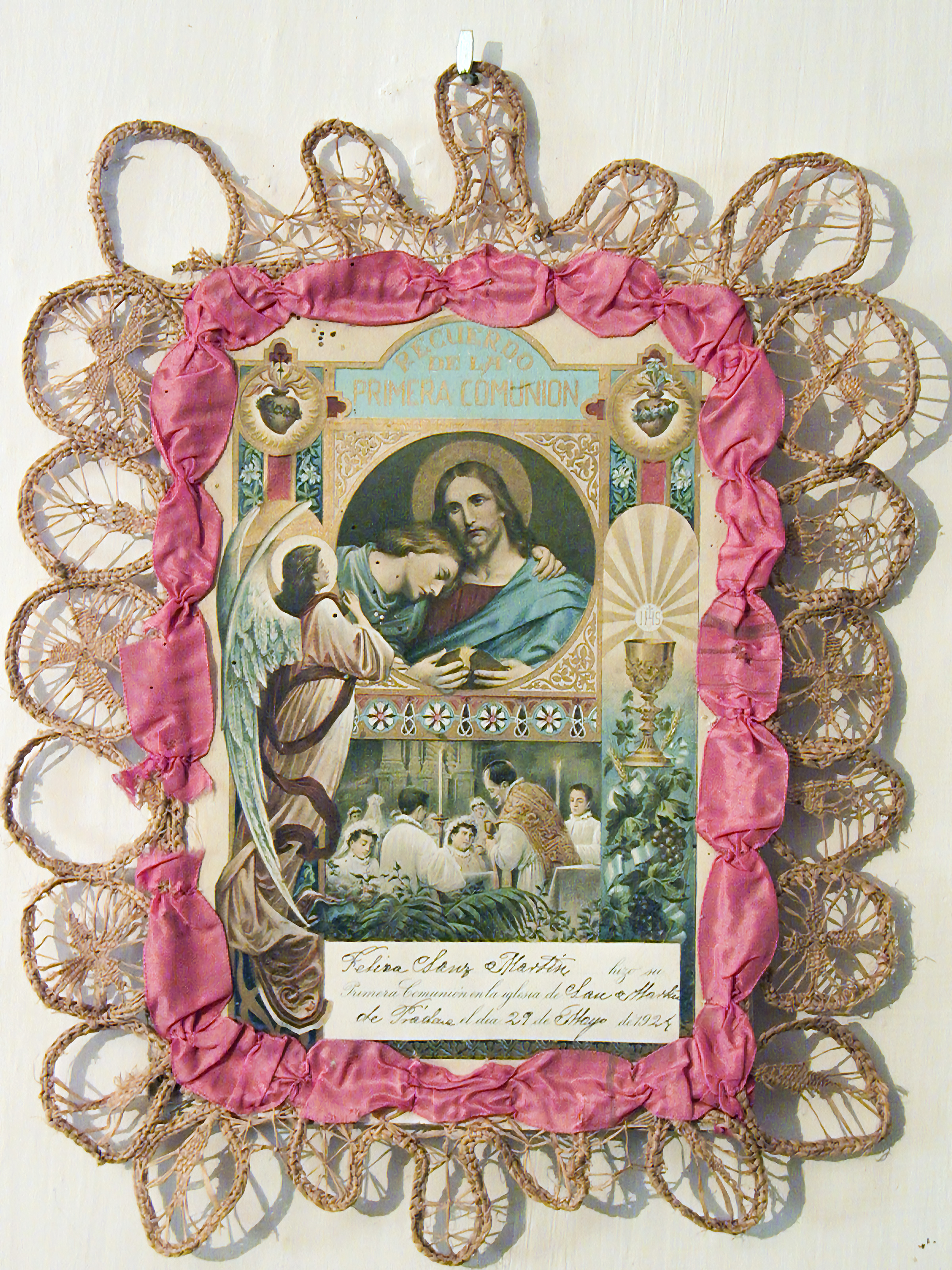
Recordatorio de comunión. 1924.

Los recordatorios son una pequeñas estampas que se entregan como obsequio a los asistentes a determinadas celebraciones sociales. 
Los recordatorios son unas piezas de cartulina que se distribuyen con motivo de acontecimientos señalados como bautizos, comuniones o funerales. Los recordatorios son detalles especialmente característicos de la primera comunión. En ellos, se recoge el nombre del niño, la fecha y hora de la celebración y el lugar en donde tuvo lugar. Se decoran con la estampa de un angelito o una imagen semejante así como otros motivos ornamentales. Se entregan a los asistentes que los guardan como recuerdo de la jornada. 
Los recordatorios también son obsequios típicos para los invitados a un bautizo. En este caso, en ellos figura el nombre del bautizado así como la fecha de la celebración. Como en el supuesto anterior, suelen estar decorados con una imagen en el centro si bien, a veces, también se imprime la foto del niño, y se decoran con una orla u otro motivo. 
También es habitual que los recordatorios se distribuyan entre los asistentes a un funeral como agradecimiento del apoyo ofrecido a la familia, si bien esta costumbre se está perdiendo en las actuales generaciones. 